# Ian Paisley
Ian Richard Kyle Paisley (Armagh, 1926. április 6. – Belfast, 2014. szeptember 12.) északír tiszteletes, politikus, a protestáns Demokratikus Unionista Párt elnöke (1971–2008), tartományi kormányfő (2007–2008).

## Élete

### A politikában
Mint evangelikál lelkész az 1950-es években saját egyházat alapított. Szélsőséges kirohanásai miatt vált ismertté, amikor katolikus papokat vádolt meg azzal, hogy az IRA-nak fegyvereket osztogatnak. Ekkor kezdődött politikai karrierje is, amely gyorsan ívelt felfelé. Az 1970-es években vezető szerepe volt a katolikus–protestáns kormány elleni megmozdulásokban, megnyilvánulásai miatt börtönben is ült. Eleinte csak pártján belül került egyre magasabb pozíciókba, azonban 1979-ben Európai parlamenti képviselő lett. Már első napján botrányosan viselkedett, amikor az Európa Tanács ír elnökét folyamatos bekiabálásokkal zavarta meg beszéde közben, de a legnagyobb nemzetközi felháborodást mégis az váltotta ki, amikor 1988-ban II. János Pál pápát antikrisztusnak nevezte az Európai Parlamentben. 1998 áprilisában – a Sinn Féin bevonása miatt tiltakozva – nem vett részt a nagypénteki béketárgyalásokon, az egyezményt nem írta alá. Ellenállását 2007-ben feladva, kiegyezett Gerry Adamsszel – az IRA politikai szárnyának, a katolikus – Sinn Féin vezetőjével és egységkormányt alakítottak. A pártelnöki tisztét 2008. május 31-én átadta Peter Robinsonnak, aki júniusban a kormányfői posztot is átvette tőle.